# Баттен, Джин
Джейн "Джин" Гарднер Батте́н (англ. Jane «Jean» Gardner Batten; 15 сентября 1909, Роторуа — 22 ноября 1982, Пальма) — новозеландская женщина-пилот, получившая известность своими рекордными перелётами. Командор ордена Британской империи (1936), Офицер ордена Южного Креста, обладательница золотой авиационной медали ФАИ (1938).

## Биография

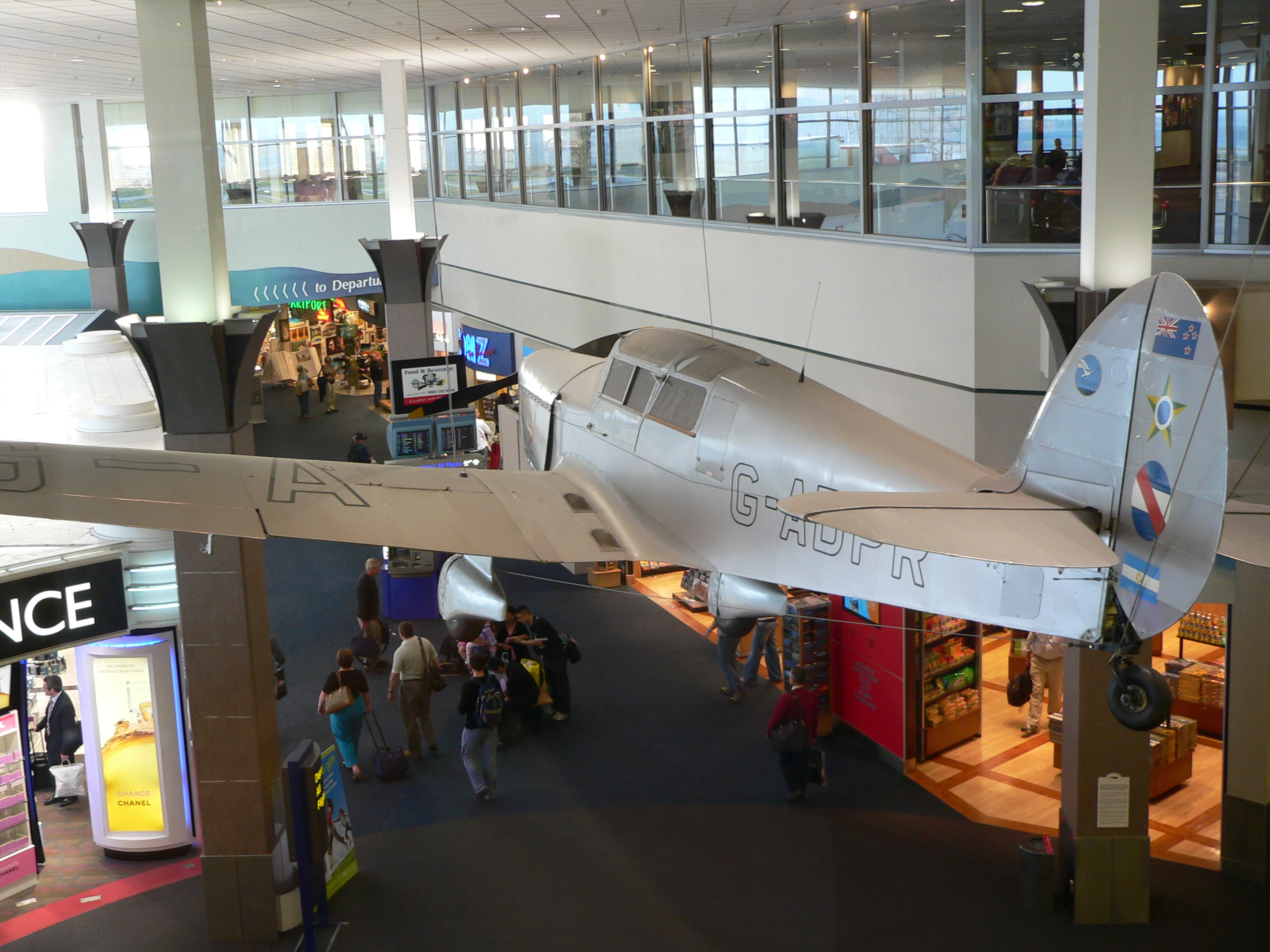
Точная модель самолёта Джин Баттен в одном из залов аэропорта Окленда

Джин Баттен родилась 15 сентября 1909 года в новозеландском городе Роторуа. Образование получила в частной школе в Окленде. В 1930 году Джин переехала в Лондон и вскоре после этого начала брать уроки в одном из лондонских аэроклубов. Свою первую лицензию на право управление самолётом получила в 1931 году.
В 1933 году она совершила первую попытку перелёта из Великобритании в Австралию. Попытка окончилась неудачей в связи с поломкой двигателя самолёта в Индии. Вторая попытка такого же перелёта окончилась вынужденной посадкой в Италии. Третья попытка была успешной: стартовав 8 мая 1934 года она достигла австралийского города Дарвин через 14 дней и 22 часа. Через несколько недель после этого она стала первой женщиной-пилотом, совершившей обратный перелёт из Австралии в Великобританию.
11 ноября 1935 года Джин предприняла попытку установления рекордного времени перелёта через Атлантику, между берегами Африки и Бразилии. Достигнутое ею время перелёта (61 час 15 минут) более чем на 20 часов улучшило рекорд того времени для этого маршрута.

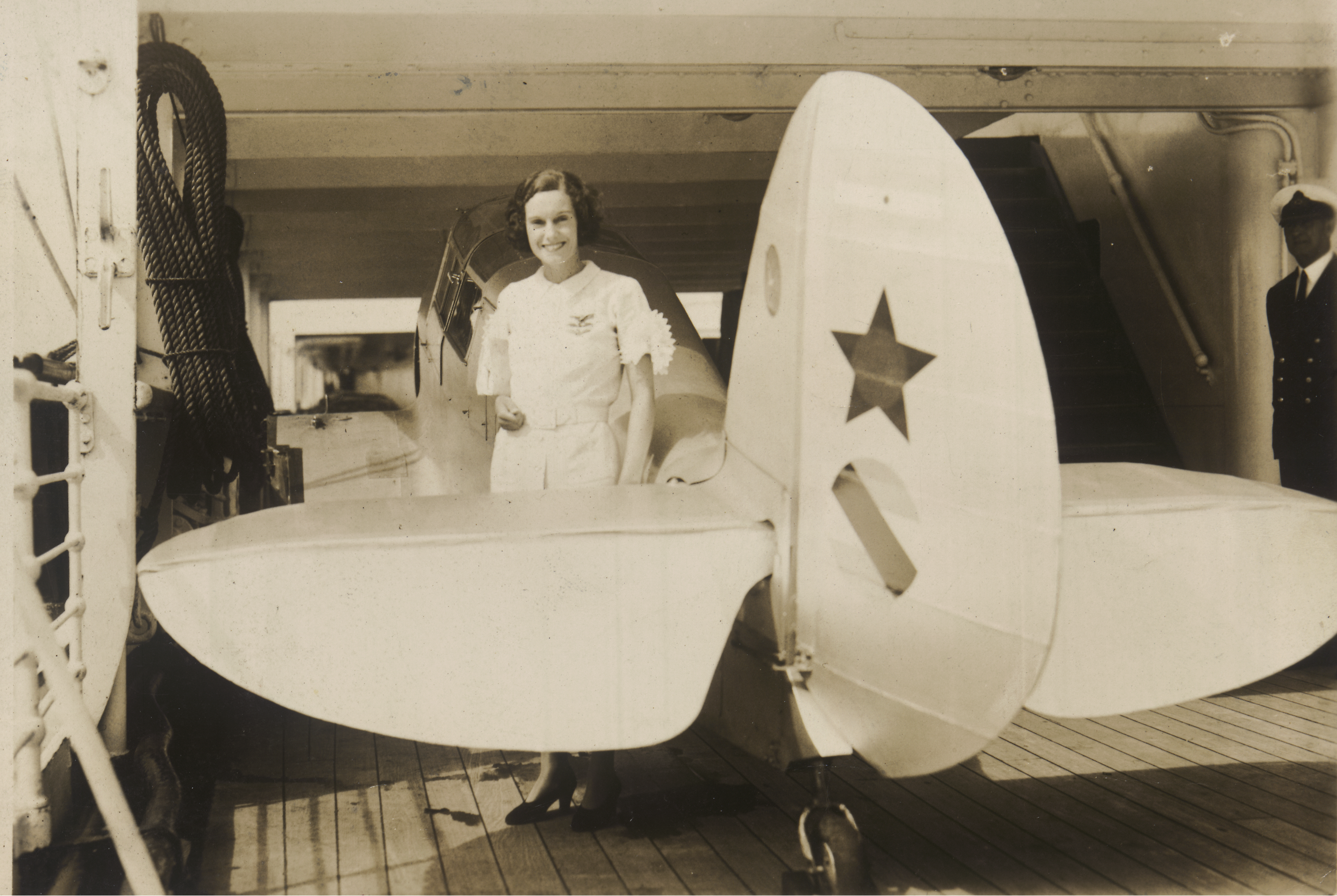
Джин Баттен и её самолёт

5 октября 1936 года она начала свой перелёт из Великобритании в Новую Зеландию. Уже через 6 дней она достигла Австралии. 16 октября она покинула берега Австралии и после 10 с половиной часов полёта над Тасмановым морем достигла Новой Зеландии. Время её одиночного перелёта составило 11 дней и 45 минут. Этот рекорд продержался в течение последующих 44-х лет. После нескольких месяцев отдыха на родине она совершила обратный перелёт в Великобританию за 5 дней и 18 часов, таким образом, установив два мировых рекорда при полёте в обоих направлениях. За этот перелёт она была удостоена Приза Сигрейва.
В 1938 году она стала первой женщиной, удостоенной за свои достижения золотой авиационной медали ФАИ.
В 1977 году международный терминал аэропорта Окленд был назван именем Джин Баттен.
Джин умерла на острове Мальорка в городе Пальма (Испания) 22 ноября 1982 года в бедности и полной безвестности. Мировая общественность узнала о её кончине лишь спустя 5 лет.